# Педикаб
«Педикаб» (таг. Pauwi na, дословно — «Путь домой») — филиппинский драматический фильм, снятый Паоло Виллалуной. Премьера кинокартины состоялась 13 июля 2016 года на филиппинском кинофестивале ToFarm.
Фильм рассказывает реальную историю, приключившеюся с нищей филиппинской семьёй из Манилы, которая на педикабе (велорикше) отправляется на поиски вожделенного рая в сельской местности.

## В ролях
| Актёр            | Роль     |
| ---------------- | -------- |
| Бемболь Роко     | Ман Пепе |
| Черри Пай Пикаче | Рэми     |
| Мэрилл Сориано   | Изабель  |
| Геральд Наполес  |          |
| Джесс Мендоза    |          |
| Чай Фонасье      |          |

## Награды и номинации
| Список наград и номинаций | Список наград и номинаций | Список наград и номинаций       | Список наград и номинаций | Список наград и номинаций | Список наград и номинаций |
| Кинопремия                | Дата церемонии            | Категория                       | Номинант(ы)               | Результат                 | Прим.                     |
| ------------------------- | ------------------------- | ------------------------------- | ------------------------- | ------------------------- | ------------------------- |
| Шанхайский кинофестиваль  | 26 июня 2017              | «Золотой Кубок» за лучший фильм | «Педикаб»                 | Победа                    | [ 3 ] [ 4 ]               |